# Кызыл-Ункюр
Кызыл-Ункюр (кирг. Кызыл-Үңкүр) — село в Базар-Коргонском районе Джалал-Абадской области Кыргызстана. Административный центр Кызыл-Ункюрского айылного аймака.

## География
Село расположено в юго-восточной части области, на левом берегу реки Кара-Ункюр, на расстоянии приблизительно 41 километра (по прямой) к северо-востоку от города Базар-Коргон, административного центра района. Абсолютная высота — 1269 метров над уровнем моря.

## Население
Согласно оценочным данным Национального статистического комитета Кыргызской Республики, численность населения села на начало 2023 года составляла 490 человек.
| год     | 2009 | 2014 | 2015 | 2020 | 2021 | 2023 |
| ------- | ---- | ---- | ---- | ---- | ---- | ---- |
| человек | 308  | 445  | 451  | 490  | 500  | 490  |